# Georg Anton von Stahl
Pour les articles homonymes, voir Stahl.
Georg Anton von Stahl (né Stahl le 29 mars 1805 à Stadtprozelten, mort le 13 juillet 1870 à Rome) est un théologien allemand, évêque de Wurtzbourg de 1840 à 1870.

## Biographie
Après ses études de théologie à Aschaffenbourg, Wurtzbourg puis au Collegium Germanicum et Hungaricum à Rome, il devient professeur de théologie à l'université de Wurtzbourg.
Il est nommé évêque de Wurtzbourg le 13 avril 1840 par Louis Ier de Bavière sur le conseil de Karl August von Reisach, un de ses soutiens. Il s'agit de la première succession depuis le rétablissement du diocèse après la sécularisation, elle a donc fait l'objet de toutes les attentions.
Les célébrations des 1100 ans du diocèse culminent le 12 juillet 1841 avec une fête au château de Bad Neustadt an der Saale où le roi Louis est présent. Une autre fête plus pieuse est donnée en 1843 pour laquelle le pape Grégoire XVI donne à tous les participants, sous certaines conditions, une indulgence plénière.
La première conférence épiscopale allemande a lieu à Wurtzbourg en 1848. L'accent est mis sur la relation entre l'Église et l'État, et un renouveau de l'Église, y compris concernant les laïcs.
Georg Anton von Stahl décède 13 juillet 1870 durant le premier concile œcuménique du Vatican. Il avait auparavant refusé de signer l'infaillibilité pontificale pour des raisons diplomatiques afin de prévenir le Kulturkampf qui oppose la papauté et l'Empire Allemand. Son corps arrive le 18 juillet à Wurtzbourg.